# Wisła (gromada)
Wisła – dawna gromada, czyli najmniejsza jednostka podziału terytorialnego Polskiej Rzeczypospolitej Ludowej w latach 1954–1972.
Gromady, z gromadzkimi radami narodowymi (GRN) jako organami władzy najniższego stopnia na wsi, funkcjonowały od reformy reorganizującej administrację wiejską przeprowadzonej jesienią 1954 do momentu ich zniesienia z dniem 1 stycznia 1973, tym samym wypierając organizację gminną w latach 1954–1972.
Gromadę Wisła z siedzibą GRN w Wiśle (wówczas wsi) utworzono – jako jedną z 8759 gromad na obszarze Polski – w powiecie cieszyńskim w woj. stalinogrodzkim, na mocy uchwały nr 16/54 WRN w Stalinogrodzie z dnia 5 października 1954. W skład jednostki wszedł obszar zniesionej gminy Wisła w tymże powiecie. Dla gromady ustalono 27 członków gromadzkiej rady narodowej.
1 lipca 1955 z gromady Wisła wyłączono jej zachodnią połowę, a mianowicie miejscowości Wisła Centrum, Wisła Głębce, Dziechcinka, Gościejów, Kopydło, Nowa Osada, Obłaziec i Partecznik o łącznym obszarze 1,225 ha i z wyłączonego obszaru utworzono osiedle Wisła Uzdrowisko. Wisła-Uzdrowisko (po)została siedzibą gromady Wisła, która składała się odtąd już tylko ze wschodniej, górskiej i słabo zaludnionej połowy z miejscowościami Malinka i Czarne.
20 grudnia 1956 województwo stalinogrodzkie przemianowano (z powrotem) na katowickie.
31 grudnia 1961 gromadę Wisła zniesiono, a jej obszar włączono do osiedla Wisła Uzdrowisko w tymże powiecie, którego nazwę równocześnie zmieniono na Wisła (1 lipca 1962 osiedlu Wisła nadano prawa miejskie).